# برکه خان
برکه خان (انگلیسی: Berke؛ ۱۲۰۸ – ۱۲۶۶) نوه چنگیزخان، فرمانده نظامی مغول و حاکم اردوی زرین بود که از سال ۱۲۵۷ تا ۱۲۶۶ حکومت کرد و جانشین برادرش باتوخان در اردوی زرین (نیمه غربی - با نام اردوی سفید) و اولین رسمی کننده اسلام در خانات امپراتوری مغول بود.
او با مملوکهای مصر علیه خانات مغول مستقر در ایران یعنی ایلخانان متحد شد.
برکه همچنین در جنگ داخلی پسران تولی خان از اریق بوقا در برابر قوبلای خان حمایت کرد، اما در جنگ مداخله نظامی نکرد، زیرا او در جنگ علیه پسرعموی خود، هولاکو خان که از برادر بزرگترش قوبلای خان حمایت می‌کرد، مشغول شده بود.

## نام
برکه نامی است که هم توسط اقوام ترک‌تبار و هم مغولان استفاده می‌شود. در زبان مغولی، برکه (برابر با bärk در ترکی باستان) به معنای «سخت و دشوار» است.

## تولد
برکه فرزند جوچی، بزرگ‌ترین پسر چنگیز خان بود. سال تولد برکه به‌طور دقیق مشخص نیست. سفرای ممالیک که در سال ۶۶۳ هجری (۱۲۶۴/۵ میلادی) با او دیدار کردند، او را ۵۶ ساله توصیف کرده‌اند، که این توصیف تولد او را بین سال‌های ۱۲۰۷ تا ۱۲۰۹ قرار می‌دهد. با این حال، مورخ معاصر فارسی جوزجانی ادعا کرده است که برکه در طی فتح خوارزم توسط مغولان، که بین سال‌های ۱۲۱۹ و ۱۲۲۱ اتفاق افتاد، به دنیا آمده است.
این ادعا مورد استفاده تاریخ‌نگار ژان ریچارد قرار گرفت تا نظریه‌ای را تأیید کند که مادر برکه، خان‌سلطان (یا سلطان خاتون)، دختر اسیر علاءالدین محمد خوارزمشاه بوده است. ازدواج بین جوچی و خان‌سلطان در سال ۱۲۲۰ انجام شده که تولد برکه را به سالی پس از ۱۲۲۱ محدود می‌کند.

## پیش‌زمینه
برکه به همراه چندین برادر خود در مراسم تاج‌گذاری عمویش اوگتای به عنوان خان اعظم در سال ۱۲۲۹ شرکت کرد.
در سال ۱۲۳۶، برکه به همراه برادرانش اوردا، سینکور و شیبان و گروهی از عموزادگان خود تحت رهبری باتو خان به سپاهی عظیم شامل حدود ۱۵۰٬۰۰۰ سرباز پیوست که از سیبری به سوی سرزمین بلغارهای ولگا و قبچاق‌ها که مسلمان بودند، حرکت کرده و آنها را تحت سلطه خود درآوردند. باتو و سبوتای، برکه را به سرزمین‌های شمالی قفقاز فرستادند تا قبچاق‌های آن منطقه را نیز تحت سلطه بگیرد. سپس در سال ۱۲۳۷، ایالات ریازان و سوزدال را ویران کرده و به پیشروی به سمت روسیه ادامه دادند. در زمستان ۱۲۳۸–۳۹، برکه قبچاق‌ها را شکست داد و رئیس مرکیت‌ها را به اسارت گرفت. او پس از آن دشت‌های کنار رودهای کوما و ترک در غرب دریای خزر را تسخیر کرد.
برکه در طول حمله به اروپا نیز تحت فرماندهی برادرش بود و در نبرد موهی، جایی که سپاه مجار شکست سنگینی خورد، شرکت داشت. زمانی که اوگتای خان درگذشت و تمام شاهزادگان برای انتخاب خان اعظم جدید به مغولستان فراخوانده شدند، برکه و برادرانش به باتو پیوستند و در قورولتای برای انتخاب خان اعظم شرکت کردند.

## گرایش به اسلام
برکه خان در سال ۱۲۵۲ در شهر بخارا به اسلام گروید. او زمانی که در سرای کوچک بود، با یک کاروان از بخارا برخورد کرد و از آنها دربارهٔ دینشان پرس‌وجو نمود. برکه از ایمان آنها تحت تأثیر قرار گرفت و تصمیم گرفت به اسلام بگرود. سپس برکه برادرش تُق‌تیمور را نیز به اسلام دعوت کرده و او را مسلمان کرد.
در سال ۱۲۴۸، باتو، برکه و برادرش تُق‌تیمور را به مغولستان فرستاد تا منکوقاآن را به عنوان خان اعظم بر تخت بنشانند. برکه پس از رسیدن، چندین بار خانواده‌های چغتای و اوگتای را دعوت کرد و سرانجام قورولتای را در سال ۱۲۵۱ برگزار کرده و منکوقاآن را بر تخت نشاند. او تمامی امور را تحت شرایطی سخت سازمان‌دهی کرد.

## تصدی اردوی زرین

قلمروهای اردوی زرین در سال ۱۳۸۹. ستاره طلایی محل، پایتخت اردوی زرین، را نشان می‌دهد.

پس از مرگ باتو در سال ۱۲۵۵، پسران او، سرتاق خان و اولاغچی، به‌طور موقت جانشین او شدند، اما برکه در سال ۱۲۵۷ رهبری را به عهده گرفت. او حاکمی توانمند بود و در تثبیت و حفظ اردوی زرین، خانات غربی امپراتوری مغول، موفق عمل کرد. در دوران حکومت او، مغول‌ها سرانجام شورش دانیل گالیسیا را سرکوب کردند و در سال ۱۲۵۹، حمله‌ای دوم علیه لهستان و لیتوانی به رهبری ژنرال بوروندای ترتیب دادند که در آن شهرهای لوبلین، زاویخُست، ساندومیرز، کراکوف و بیتوم غارت شدند. همچنین در سال ۱۲۶۵ حمله‌ای به بلغارستان و تراکیه بیزانس انجام شد و امپراتور بیزانس، مایکل، پس از آن به عنوان خراج، پارچه‌های ارزشمندی به اردوی زرین فرستاد.

## جنگ برکه و هولاکو
برکه به مسلمانی پایبند تبدیل شد و این تغییر باعث شد که اردوی آبی عمدتاً به اسلام گرویده، هرچند که همچنان پیروان آیین‌های آنیمیستی و بودایی نیز در آن حضور داشتند. برکه از ویرانی بغداد توسط هولاکو خشمگین شد و تصمیم گرفت با هولاکو خان که خلیفه المستعصم را به قتل رسانده و جاه‌طلبی‌های ارضی‌اش در سوریه و مصر مسلمانان هم‌کیش برکه را تهدید می‌کرد، مقابله کند.
در همین حال، ایلخانان به رهبری کتبوقا با صلیبیونی که سواحل فلسطین را در اختیار داشتند به اختلاف رسیدند و ممالیک با آنها پیمانی برای بی‌طرفی بستند و از قلمرو آنها گذشتند و در نبرد عین جالوت سپاه ایلخانان را شکست دادند. در این نبرد، کتبوقا کشته شد. فلسطین و سوریه بازپس گرفته شدند و در طول حکومت خاندان هولاکو، مرز در امتداد دجله باقی ماند. با وجود عزم برکه برای انتقام از هولاکو، این هدف تا بازگشت هولاکو به سرزمین‌هایش پس از مرگ منکوقاآن به تأخیر افتاد.
هولاکو در سال ۱۲۶۲ به سرزمین‌هایش بازگشت، اما به جای انتقام‌گیری از شکست‌هایش، درگیر جنگ داخلی با برکه و اردوی آبی شد.
مورخ مسلمان رشیدالدین فضل‌الله همدانی از قول برکه خان در اعتراض به حمله به بغداد چنین نقل می‌کند:
«او (هولاکو) تمام شهرهای مسلمانان را غارت کرده و خلیفه را به قتل رسانده است. به یاری خداوند، او را به خاطر این همه خون بی‌گناه به حساب خواهم کشید.»— برکه خان، (رجوع کنید به The Mongol Warlords، اشاره به نقل‌قول برکه خان توسط رشیدالدین؛ این نقل‌قول همچنین در The Mamluk-Ilkhanid War آمده است)
پیش از رسیدن به قدرت، برکه به باتو شکایت کرد و گفت:
«ما به منکو کمک کردیم که به تخت برسد. اما او فراموش کرده که چه کسی دشمن است و چه کسی دوست. اکنون سرزمین‌های دوست ما، یعنی خلیفه را دچار قحطی کرده است. این ننگ است.»
برکه خان به این وعده خود عمل کرد و با ممالیک که تحت فرمان بیبرس بودند، علیه هولاکو متحد شد. زمانی که هولاکو پس از حل مسئله جانشینی و انتخاب قوبلای به عنوان آخرین خان اعظم در سال ۱۲۶۲ به سرزمین‌های خود بازگشت و برای انتقام از عین جالوت و حمله به ممالیک ارتش خود را تجهیز کرد، برکه خان مجموعه‌ای از یورش‌های شدید را آغاز کرد و هولاکو را به سمت شمال کشاند تا با او روبرو شود. این اولین درگیری آشکار بین مغول‌ها بود و پایان امپراتوری متحد مغول‌ها را نشان می‌داد.
با این حال، دلیل اختلاف بین برکه و هولاکو تنها مذهبی نبود و جنبه‌های سرزمینی نیز داشت. منکو خان سرزمین‌های کنونی آذربایجان که توسط چنگیزخان به جوجی اعطا شده بود را به برادر خود هولاکو واگذار کرد. با وجود نارضایتی برکه از این وضعیت، او تا زمان مرگ منکو صبور بود.
برکه ابتدا به دلیل پیوند برادری مغولی از جنگ با هولاکو خودداری کرد و گفت:
«مغول‌ها توسط شمشیر مغول نابود می‌شوند. اگر متحد بودیم، می‌توانستیم همه جهان را فتح کنیم.»
اما شرایط اقتصادی اردوی زرین به دلیل اقدامات ایلخانان او را به اعلام جهاد وادار کرد. دلیل این جهاد تسلط ایلخانان بر ثروت‌های شمال ایران و درخواست آنها از اردوی زرین برای عدم فروش برده به ممالیک بود.
در سال ۱۲۶۲، این درگیری به جنگی آشکار تبدیل شد. هولاکو خان در سال ۱۲۶۳ در تلاشی برای حمله به شمال قفقاز، شکست سختی خورد. نیروهای هولاکو در رودخانه ترک توسط نواده برکه، نوگای، شکست خورده و هولاکو مجبور به عقب‌نشینی شد و در سال ۱۲۶۵ درگذشت. همچنین چغتای خان به خوارزم حمله کرد و سرزمین‌های اردوی زرین را تصرف کرد. ارتش جوجی در متوقف کردن پیشروی او ناموفق بود.
برکه همچنین از مدعی خان اعظم، اریق بوقا، در جنگ داخلی تولوی حمایت کرد و به نام اریق بوقا سکه ضرب نمود. اما قوبلای در سال ۱۲۶۴ اریق بوقا را شکست داد. قوبلای از هولاکو و برکه خواست تا در مورد اریق بوقا گفتگو کنند، اما هر دو اعلام کردند که نمی‌توانند در قورولتای شرکت کنند و قورولتای جدیدی برگزار نشد.

## مرگ و پیامدها
هنگامی که برکه قصد عبور از رودخانه کورا را برای حمله به پسر هولاکو، آباقاخان، داشت، بیمار شد و بین سال‌های ۱۲۶۶ و ۱۲۶۷ درگذشت. او توسط نواده‌اش، منگوتیمور، جایگزین شد. سیاست اتحاد با ممالیک و مهار ایلخانان توسط منگوتیمور ادامه یافت. اما تا دهه ۱۲۷۰، آنها پیمان صلحی امضا کردند. علاوه بر این، آباقا به منگوتیمور اجازه داد تا از برخی حکومت‌های قلمرو خود مالیات دریافت کند.